# 9006 Voytkevych
9006 Voytkevych là một tiểu hành tinh vành đai chính với chu kỳ quỹ đạo là 1522.6728526 ngày (4.17 năm).
Nó được phát hiện ngày 21 tháng 10 năm 1982.